# キース (駆逐艦)
キース (HMS Keith, H06) はイギリス海軍の駆逐艦。B級の嚮導艦。

## 艦歴
1929年3月22日発注。1929年10月1日起工。1930年7月10日進水。1931年3月20日竣工。
1936年8月24日、イギリス海峡でギリシャ船「Antonis G. Lemos」と衝突。
第二次世界大戦勃発時は本国艦隊の第17駆逐群に所属。次いで第22駆逐群、第19駆逐群と所属は変わった。
1940年5月23日、ブローニュで兵員収容中に陸上からの攻撃で死傷者が生じ、艦長も戦死した。続いてダイナモ作戦に参加。6月1日、ダンケルク沖でドイツ軍機の爆撃により沈没。戦死者36名。